# Stadtpfeifer (Leipzig)

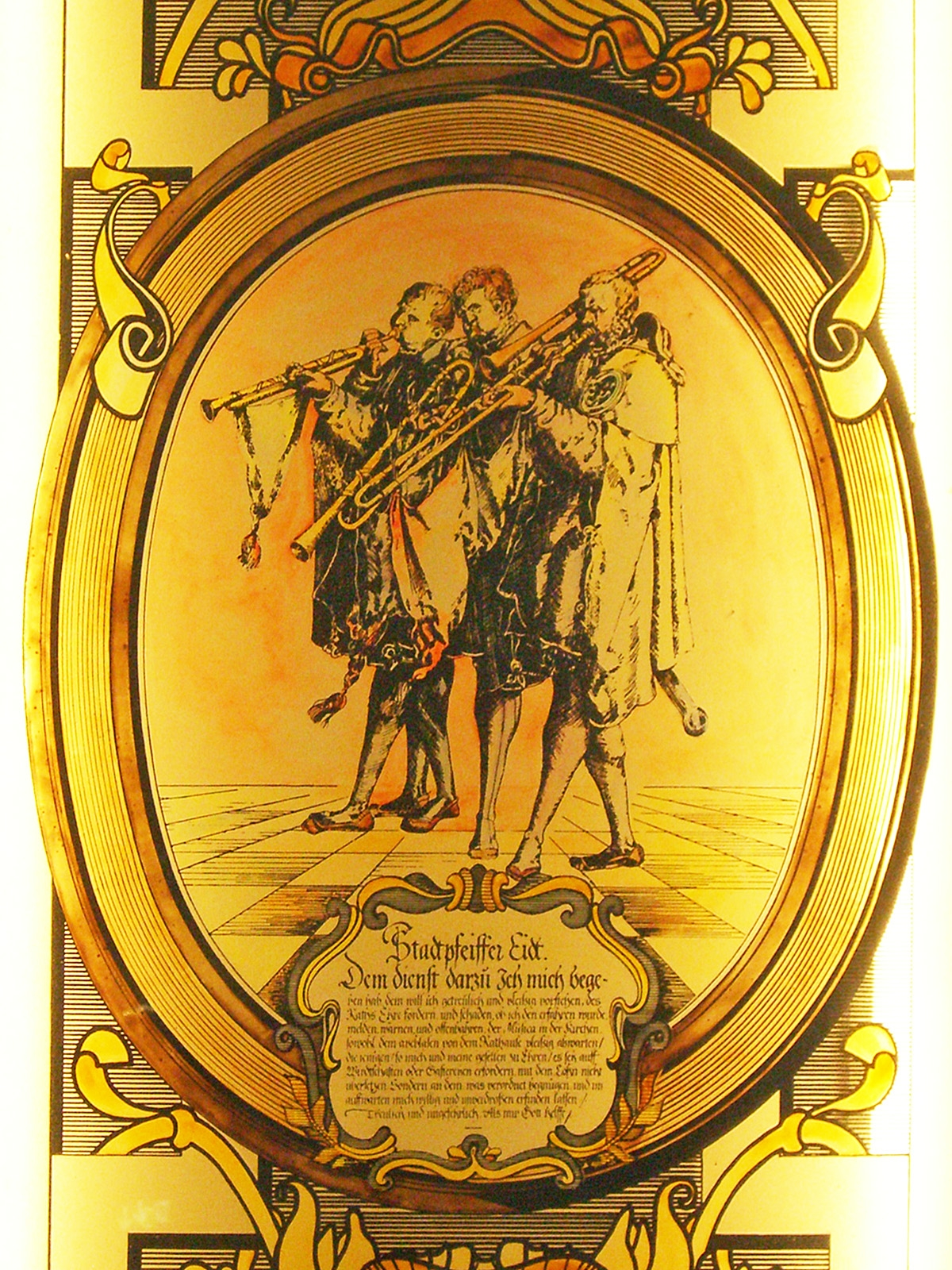
Glasbild vor dem Restaurant „Stadtpfeiffer“ in Leipzig

Die Stadtpfeifer waren in Leipzig über mehr als 350 Jahre wie in vielen deutschen Städten in früherer Zeit die von der Stadt angestellten Musiker.

## Geschichte
Die Geschichte der Leipziger Stadtpfeifer begann am 10. Juli 1479 mit dem Beschluss des Stadtrates, „zu eren der stadt und allen bürgern zu nutz und frommen“ Stadtpfeifer einzustellen. Die ersten Leipziger Stadtpfeifer waren Hans Nagel und seine zwei Söhne.
Die Stadtpfeifer hatten zu Amtsantritt eine Prüfung abzulegen und einen Eid zu leisten:
„Dem dienst darzu Ich mich begeben hab, dem will ich getreulich und vleißig vorstehen, des Raths Ehre förden, und schaden, ob ich den erfahren wurde, melden, warnen, und offenbahren, der Musica in der Kirchen, sowohl dem aveblasen vor dem Rathhause vleißig abwarten / die ienigen / so mich und meine gesellen zu Ehren / es sey auff Wirdtschafften oder Gastereyen erfordern, mit dem Lohn nicht übersetzen, Sondern an dem, was verordnet begnügen, und im auffwarten mich billig und unverdroßen erfinden lassen. / Treulich und ungefehrlich, Als mir Gott helffe.“
Dies charakterisiert auch schon die Aufgaben der Stadtpfeifer: Sie hatten die Musik in den Kirchen mitzugestalten, regelmäßig am Rathaus zu blasen und zu Festlichkeiten wie Magisterien, Doktoraten, Lizenziaturen, Hochzeiten und anderen privaten Feiern aufzuspielen.
Obwohl sie von der Stadt ein festes Gehalt erhielten, waren die privaten Feiern eine notwendige Säule ihres Einkommens. Aber auch hier war festgelegt, wie viel verlangt werden durfte. Bezahlungen in Naturalien waren aber auch üblich. Für größere Feierlichkeiten wurde der Rathaussaal genutzt, und die Musiker spielten auf einem erhöhten Podest, dem Pfeiferstuhl. Der Stadtpfeiferstuhl ist im Festsaal des Alten Rathauses in Leipzig noch erhalten. Für das tägliche Blasen vom Rathaus war am Turm ein schmaler schmiedeeiserner Austritt unterhalb der Uhr angebracht. Auch dieser Bläserbalkon existiert noch.
Die Stadt hatte auch für (Berufs-)Kleidung, Wohnung und die Instrumente zu sorgen. Die Gasse mit den städtischen Wohnungen für die Stadtpfeifer, aber auch die Hebammen und die Polizisten, lag im Süden der Altstadt. Seit 1839 heißt sie Magazingasse. Vorher trug sie im Volksmund den Namen Stadtpfeifergässchen aber wegen der anderen Berufe auch Wehmütter- oder Häschergässchen.
Leipziger Stadtpfeifer waren zuweilen auch kompositorisch tätig, wie der von 1669 bis 1681 amtierende Johann Christoph Pezel und besonders Gottfried Reiche.
Gottfried Reiche war der bekannteste der Leipziger Stadtpfeifer. Er war von 1688 an Stadtpfeifergeselle, von 1709 an Stadtpfeifer und von 1719 an bis zu seinem Lebensende 1734 Senior der Stadtpfeifer. Er war ein bedeutender Trompetenvirtuose, komponierte ebenfalls Bläserstücke und wurde auch als „Bachs  Trompeter“ bezeichnet. Bei der Beschwerde Bachs von 1730 an den Rat der Stadt über die schlechte Qualität der Stadtpfeifer war Reiche wohl ausgenommen.
Neben der Trompete gehörten der Zink, die Posaune, aber auch das Fagott und die Oboe, zu den Instrumenten der Stadtpfeifer. Die Beherrschung der Geige wurde vorausgesetzt.
1587 gründeten die Leipziger Stadtpfeifer eine Zunft und erhielten nun auch das Privileg für die Theatermusik. Im 18. Jahrhundert reichte die Kapazität der Stadtpfeifer bald nicht mehr aus, die musikalischen Bedürfnisse der Stadt zu befriedigen. Bach unterwies die Mitglieder des Thomanerchores auch im Instrumentenspiel, und die Studenten der Universität spielten eine zunehmende Rolle im musikalischen Leben. 1743 finanzierten Leipziger Kaufleute 16 Musiker, denen auch Stadtpfeifer angehörten, zur Gründung einer musikalischen Gesellschaft, dem Leipziger Concert, Keimzelle des Gewandhausorchesters. Dieses zunächst private Orchester übernahm Aufgaben von Konzert und Theater und verstärkte bisweilen auch die Stadtpfeifer bei der Kirchenmusik. 1840 wurde das Orchester als Stadtorchester anerkannt und löste die Stadtpfeifer mehr und mehr ab. Am 22. August 1849 verstarb Wilhelm Leberecht Barth als letzter Stadtpfeifer, und man hob das Amt des Stadtpfeifers nun gänzlich auf.
Das Jubiläum der Stadtpfeifergründung wurde 1979 zum Anlass genommen, „500 Jahre Musikstadt Leipzig“ mit Konzerten, Ausstellungen und anderen Veranstaltungen zu begehen. 
Als 1981 das Neue Gewandhaus fertiggestellt wurde, erhielt die im Haus befindliche Gaststätte – der Tradition der städtischen Musiker eingedenk – den Namen Stadtpfeiffer. Seit 2001 wird diese Tradition mit dem Restaurant Stadtpfeiffer durch Detlef Schlegel fortgeführt.

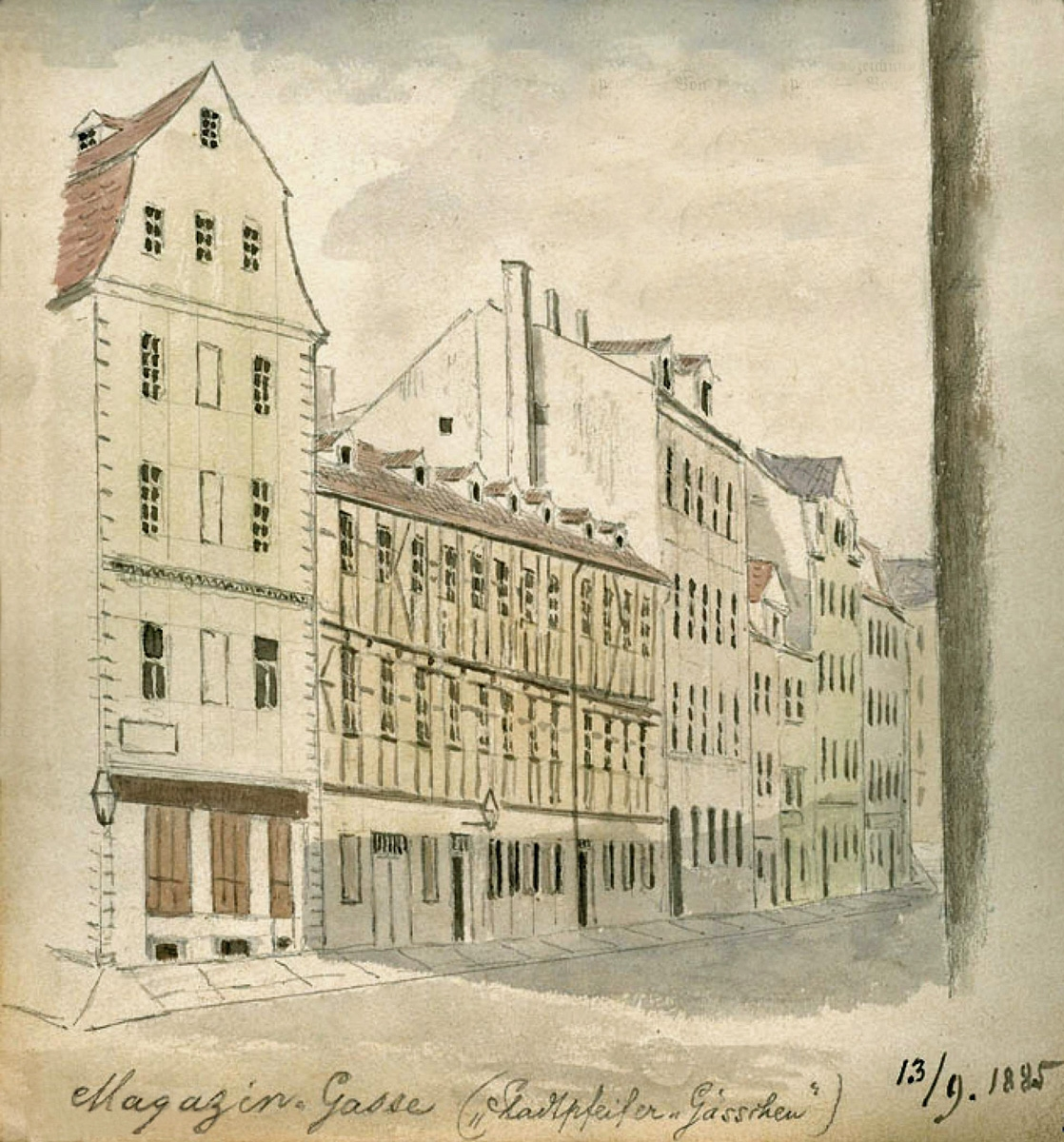
Die Magazingasse um 1880 mit den ehemaligen Stadtpfeiferwohnungen
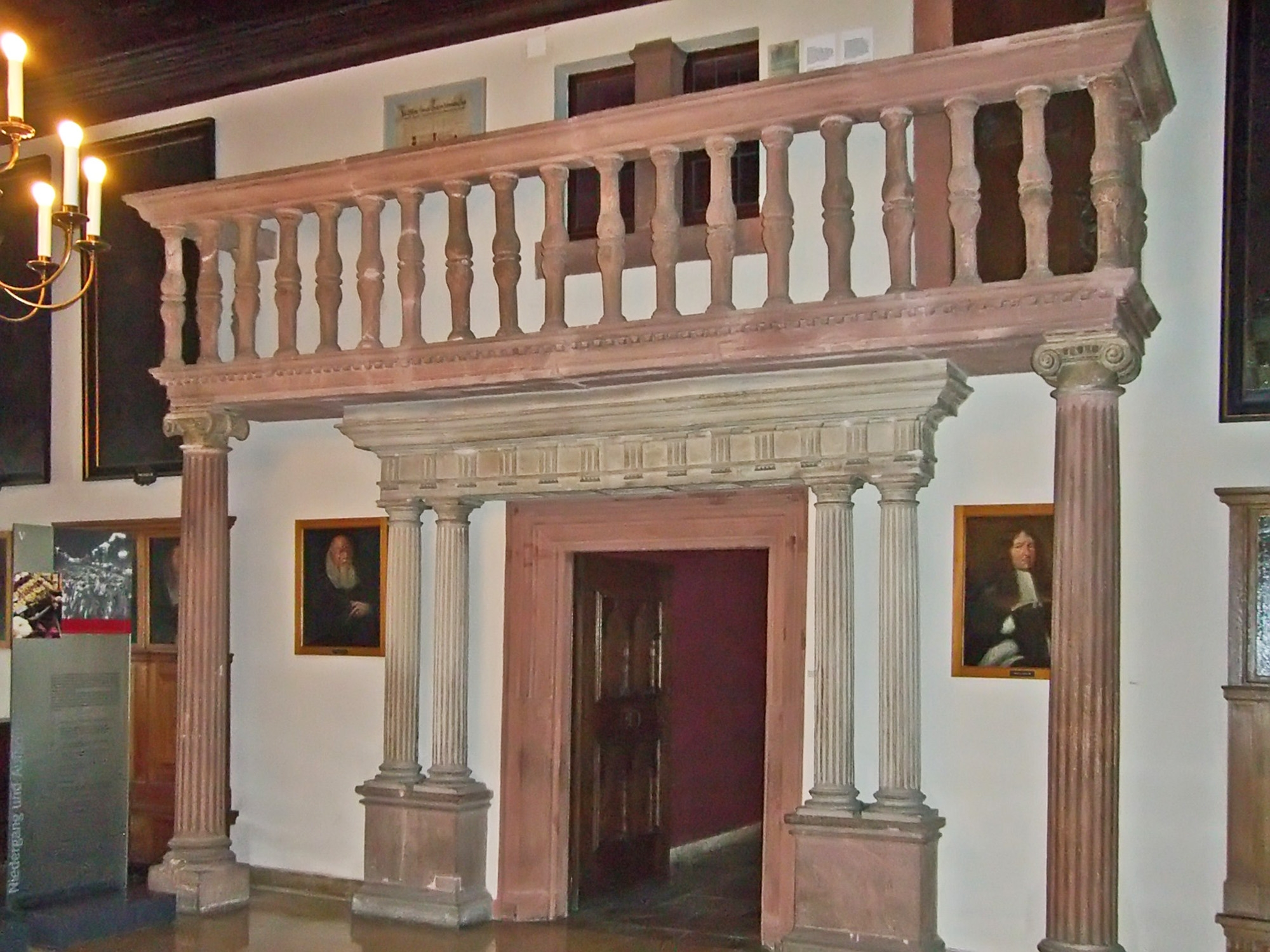
Der Stadtpfeiferstuhl im Festsaal des Alten Rathauses
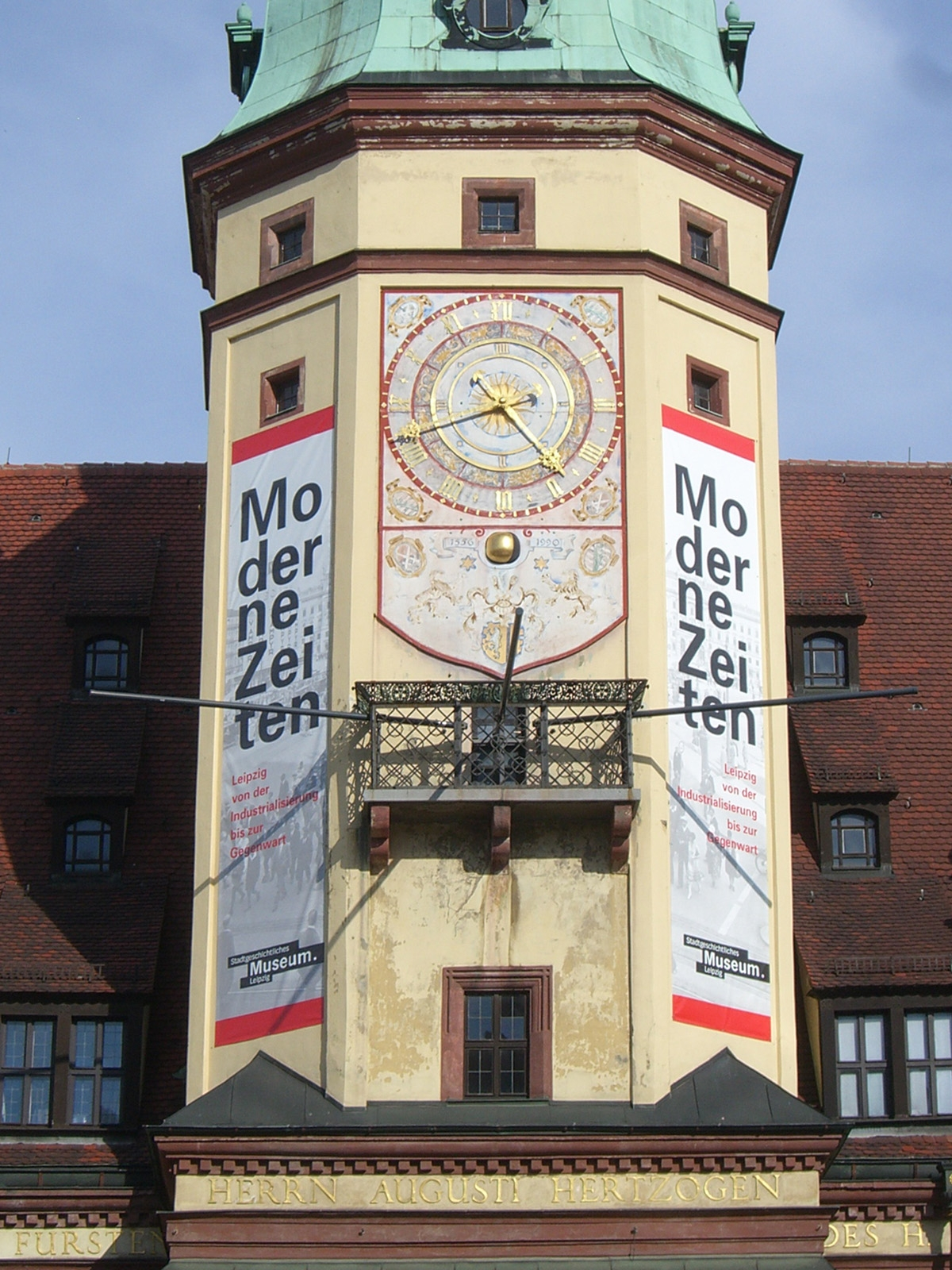
Stadtpfeiferbalkon am Turm des Alten Rathauses
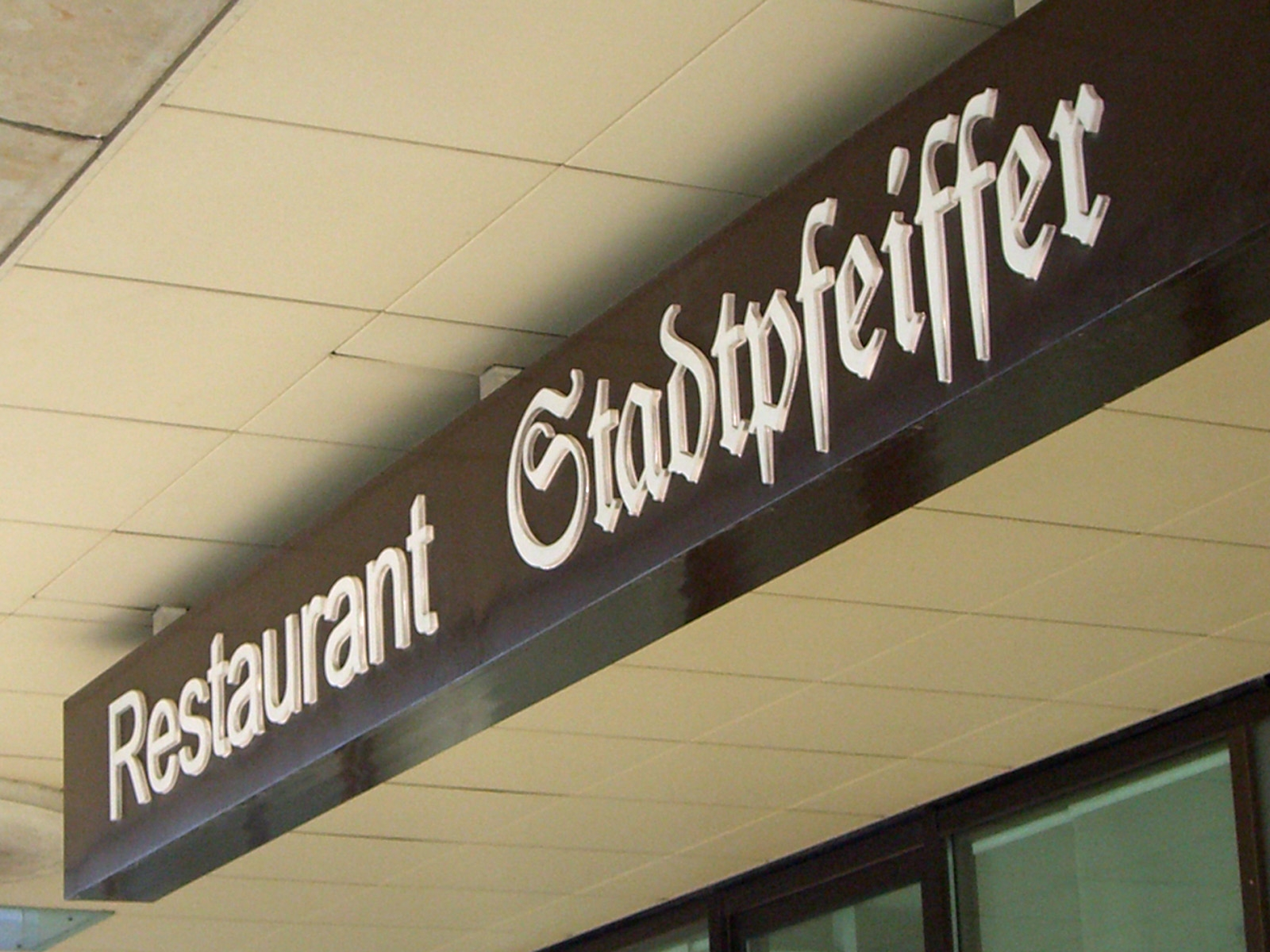
Am Restaurant Stadtpfeiffer
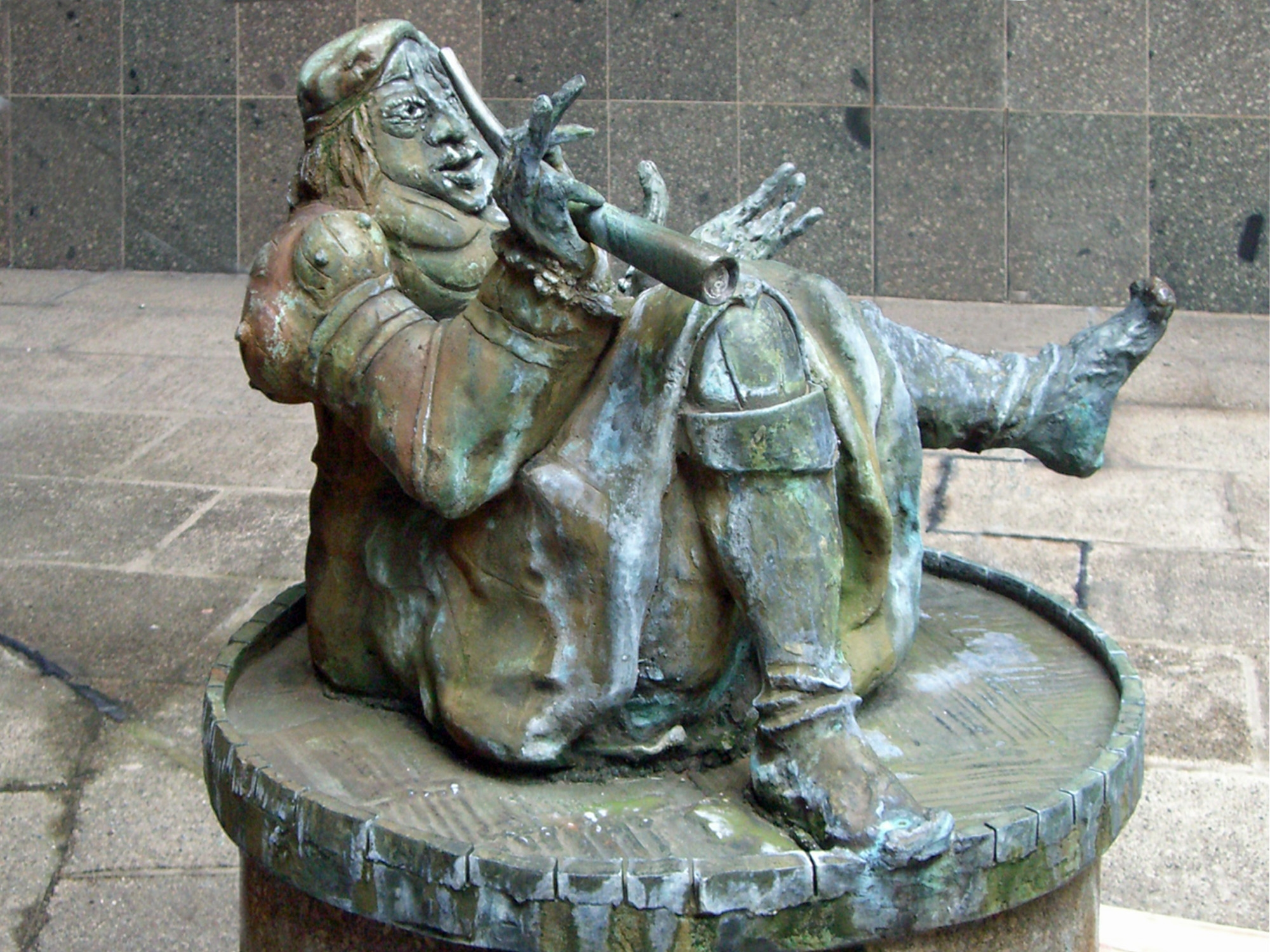
Brunnenplastik Stadtpfeifer im Innenhof des Gewandhauses